# Anhausen (Schwäbisch Hall)
Anhausen ist ein Wohnplatz des Stadtteils Sulzdorf der Stadt Schwäbisch Hall in Baden-Württemberg. Es ist ein Mühlenort im Bühlertal mit wenigen Anwesen. Der kleine Weiler war ursprünglich der Ausgangspunkt zur Besiedlung Sulzdorfs. Auf einem Felsen über der Bühler, an der Mündung der Schwarzen Lache, stand auf dem heutigen Kirchplatz die St. Bartholomäus-Kirche, die Urkirche der Gegend war.

## Geschichte
Erste Erwähnung des Ortes erfolgte um 976: ein Edelfreier namens Reinger tauschte Besitzungen in Sulzdorf, die zur Kirche in Anhausen gehörten, mit dem Bischof Poppo II. von Würzburg gegen Güter bei Detwang (Rothenburg ob der Tauber).
Der Name Anhausen kann von aha („Wasserlauf“) herrühren (Ahusin 1241; Anhusen 1337). Ein Niederadel ist dort lediglich in den Jahren 1251 und 1273 belegt. Die Burg oberhalb der Ortschaft wurde vermutlich nach 1300 von König Ludwig dem Bayern zerstört. Die Vogtei gelangte von den Erben derer von Vellberg im Jahre 1605 an das Kloster Comburg.
Nach der Verlegung der Pfarrei in den Hauptort Sulzdorf wurde die alte Urkirche 1863 verkauft und abgetragen.

## Bauwerke und Sehenswürdigkeiten
- Kirchplatz von Anhausen. Hier stand bis ins 19. Jahrhundert die Urkirche für Anhausen und das später viel größere Sulzdorf. Die Kirche wurde im 19. Jahrhundert auf Abriss verkauft. In der zweiten Hälfte des 20. Jahrhunderts wurde der alte Kirchenstandort, der früheren Raumaufteilung nachempfunden, mit niedrigem Mauerwerk als Freiluft-Kirchplatz hergerichtet. Unter dem Kirchenfelsen liegen vom Wasser ausgespülte Kalksteingrotten.
- Brücke zum Kirchplatz über den Schwarzenlachenbach.

## Natur

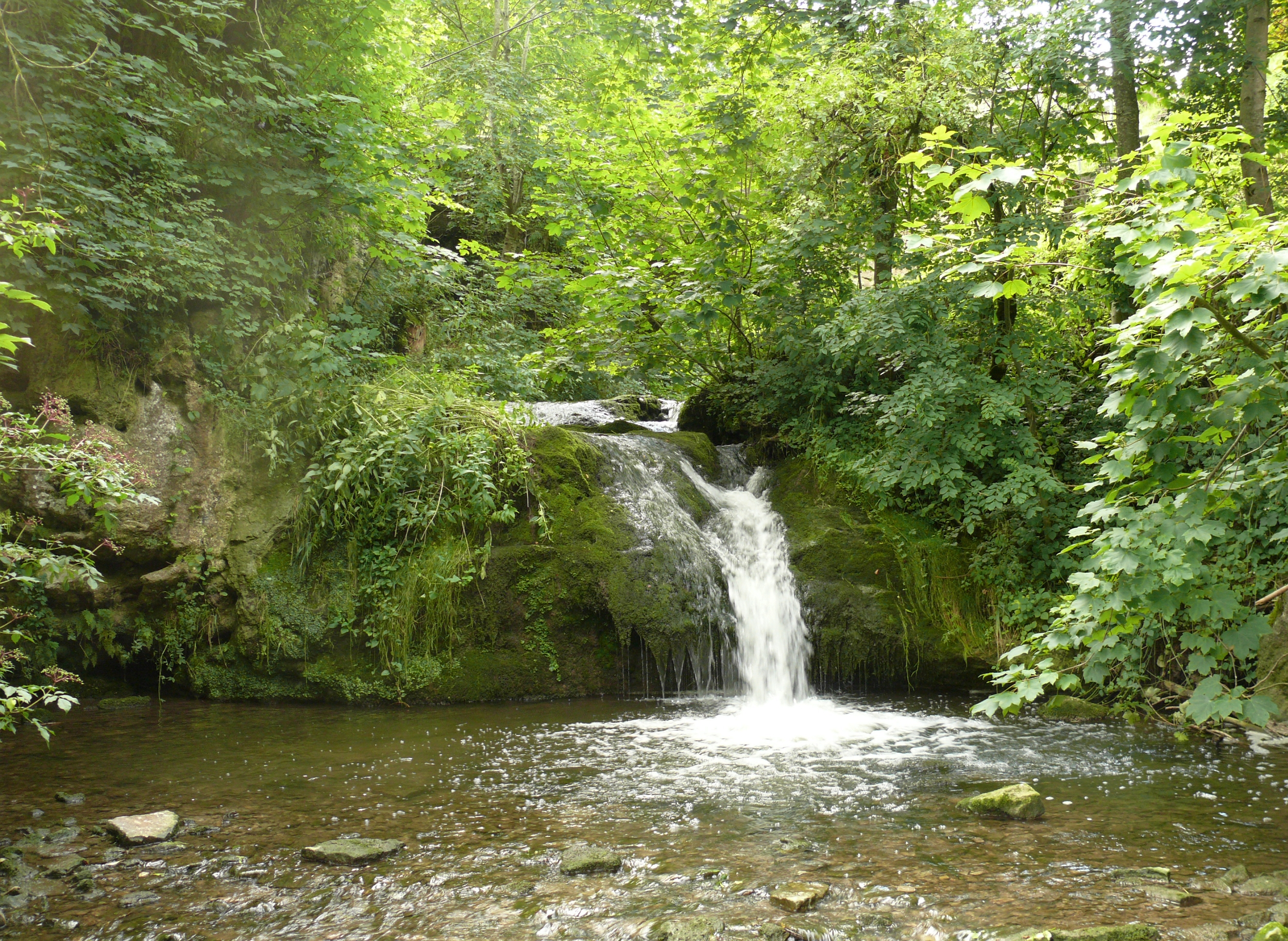
Der Schwarzenlachenbach mündet in die Bühler

Der Schwarzenlachenbach, in der Region Schwarze Lache genannt, mündet bei Anhausen von links in die Bühler.